# La Question sans réponse
Pour plus de détails, voir Fiche technique et Distribution.
La Question sans réponse est un film expérimental tourné à Amsterdam au Théâtre Shaffy et réalisé par Johan van der Keuken.

## Synopsis
Une femme inquiète écrit une lettre à son époux mort depuis huit ans. Elle est partie pour une semaine de vacances et raconte la dégradation de leur relation, mais exprime son amour malgré l'éloignement. 
Cette lettre est lue plusieurs fois, la première lecture situe la femme et son époux dans un espace improbable, celui de l'échange épistolaire. 
Puis le cinéaste met en scène le souvenir de la femme démente et de son époux mort. Rythmé par la musique de van Charles Ives, The Unanswered Question, il filme ses acteurs ensemble en ombre chinoise, puis comme dans un ballet, il les isole et se rapproche du corps des comédiens muets.

## Fiche technique
- Titre original : La Question sans réponse
- Réalisation : Johan van der Keuken
- Prise de vue : Niels van 't Hoff et Melle van Essen
- Montage : Dorith Vinken et Johan van der Keuken
- Musique : The Unanswered Question de van Charles Ives, 1908
- Mixage : Pjotr van Dijk
- Sociétés de production : Lucid Eye
- Pays :  Pays-Bas
- Genre : film documentaire
- Durée : 17 minutes

## Distribution
- Marion van Wijk : la femme
- Willem de Wolf : l'époux

## Autour du film
Johan van der Keuken compose son film autour d'une lettre écrite par une femme de 83 ans, démente, et qui ne réalise pas bien que son mari est décédé. Cette lettre a été publiée dans un article de Douwe Draaisma, Le Mécanisme de la Mémoire, pour le journal littéraire Raster 36.
Loin du cinéma du réel et du documentaire, ce film est l'occasion pour Johan van der Keuken de composer ces plans en travaillant autour du corps de ces acteurs. Il affirme sa conception du cadrage dans un texte publié quelques années plus tard par les Cahiers du Cinéma : « C’est souvent la faiblesse du cinéma direct, qu’il opère par un balayage continuel du champ visuel. J’ai donc cherché à affirmer des points de vue solides, bien que je tourne à la main la plupart du temps et que les plans se composent d’une façon instantanée. Et en même temps j’ai cherché à montrer que le film, vis-à-vis du réel qu’il enregistre, a une existence éphémère, chimérique ; j’ai souvent ressenti que les personnes que je filmais doivent mener par ailleurs leur lutte dans l’existence, en dehors du film, et l’unité artificielle qu’on crée par la construction d’un film est quelque chose de trompeur. »